# Hydrillodes postpallida
Hydrillodes postpallida là một loài bướm đêm trong họ Noctuidae.